# حمام يوليا ماميا بولا ريجيا
 حمام يوليا ماميا بولا ريجيا  هو معلم أثري تونسي مصنف من قبل المعهد الوطني للتراث يقع في  ولاية جندوبة في الجنوب الغربي التونسي، تحديدا في مدينة بولا ريجيا تم تصنيف المعلم في يوم 1 مارس 1905.